# Tranvia Firenze-Signa
La tranvia di Signa era una linea tranviaria interurbana, a vapore prima ed elettrica in seguito, che collegava le città di Firenze e Lastra a Signa tra il 1881 e il 1921, che secondo alcuni progetti avrebbe dovuto raggiungere Signa.

## Storia
Le prime proposte per la costruzione di una linea tranviaria fra Signa e Firenze risalgono al 13 marzo 1880 quando la Deputazione provinciale dei trasporti fiorentina concede alla Società Anonima Tramways Fiorentini, azienda a capitali belgi, la concessione per la costruzione di una tranvia a vapore tra le città di Firenze e Signa; il 14 ottobre dello stesso anno venne firmato l'accordo tra i due comuni.
L'autorizzazione dal Ministero dei Trasporti arrivò il 29 marzo 1881. L'8 marzo 1884 venne fatto il collaudo definitivo ma già dallo stesso 1881 il servizio era già in funzione grazie ad una autorizzazione provvisoria.
Dal 14 settembre 1895 la linea raggiunse Porto di Mezzo, raggiungendo la lunghezza di 14,059 km. La linea che ufficialmente portava il nome di Signa in realtà non giunse mai in tale località rimanendo limitata a Lastra a Signa. Nel corso degli anni diversi soggetti tentarono di attuare l'auspicato completamento ma le iniziative non ebbero mai dei finanziamenti adeguati.

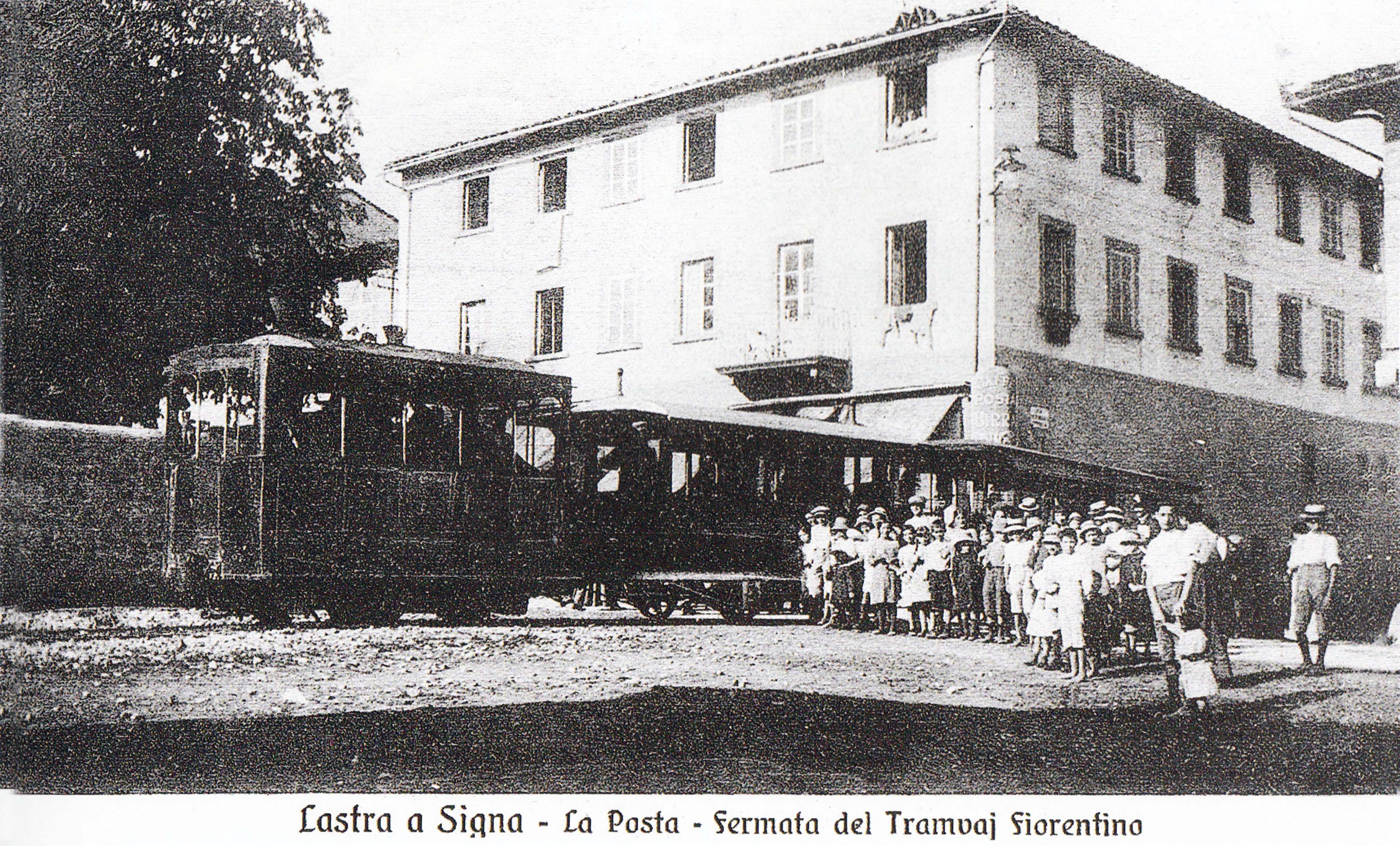
Convoglio tranviario in sosta presso La Posta (Lastra a Signa)

Il tentativo di portare la tranvia a Signa era giustificato dal fatto che la linea attraversava un territorio già allora molto urbanizzato con borghi quali Lastra a Signa, Ponte a Signa e Porto di Mezzo sul lato sinistro dell'Arno. Signa si trova sul lato destro ed è unita a Ponte a Signa proprio dall'opera che dà il nome al borgo. Per arrivare fino a Signa la linea tranviaria avrebbe dovuto attraversare tale ponte, rendendo così possibile raggiungere la stazione ferroviaria di Signa, favorendo in questo modo l'interscambio di merci e dei viaggiatori. Il comune di Signa, favorevole al progetto, aveva realizzato tutta una serie di progetti che contemplavano sia l'adeguamento del ponte sia l'allargamento della sede stradale. Si chiese di spostare la partenza della tranvia nei pressi della Stazione di Santa Maria Novella e di poter attraversare il Ponte alla Carraia per poter così entrare in contatto anche con le altre linee tranviarie di Firenze. Ma se da parte di Signa ci fu la totale disponibilità ad andare fino in fondo, non fu lo stesso per Firenze dove si ebbero manifestazioni di protesta, diatribe e infine vennero presentate petizioni su petizioni contro il progetto.
Nel 1905 si tentò di unire la linea di Signa con quella di Prato-Poggio a Caiano. Ancora una volta il comune di Signa, unitosi a quelli vicini si disse disposto a contribuire alla elettrificazione della linea. Ma su queste iniziative calò la scure del Governo nazionale che non concesse nessun finanziamento ricordando che Signa era già ben collegata al resto del regione con la Linea ferroviaria Leopolda Livorno-Pisa-Firenze.
A parziale accoglimento delle richieste di Signa, la linea tranviaria venne elettrificata nel tratto Firenze-Casellina. Nel 1908 venne inoltre raggiunto il centro di Scandicci grazie all'apertura della diramazione Legnaia-Vingone che, con la precedente infrastruttura, venne a costituire la coppia di linee la 15 e la 16, a trazione elettrica che originavano dal capolinea fiorentino di via de' Pecori.
La linea fu soppressa definitivamente nel novembre del 1921, con la chiusura dell'ultimo tratto Casellina-Porto di Mezzo, e sostituita con delle autolinee.
Prima di arrivare alla soppressione la popolazione di Signa e dei comuni limitrofi manifestò con forza il proprio dissenso e l'amministrazione comunale si fece sentire presso il Prefetto di Firenze e presso la Commissione istituita presso il Ministero dei trasporti, ma ogni protesta fu vana. Il 4 settembre 1921 vennero soppresse le linee di Campi-Prato e di Brozzi-Poggio a Caiano e poco dopo toccò anche a quella di Signa.

## Il servizio

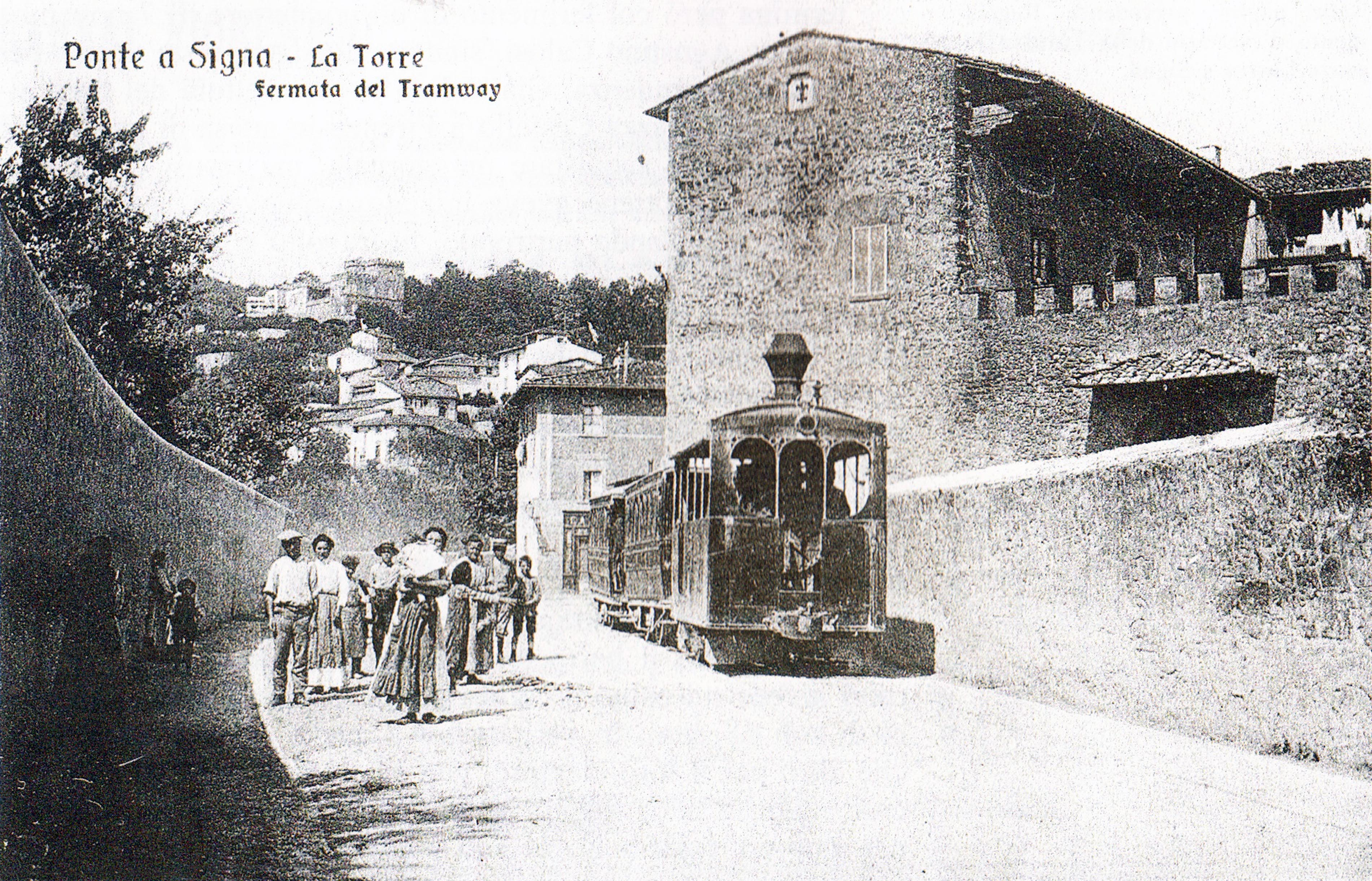
Locomotiva Henschel alla fermata di Ponte a Signa

Per percorrere il tratto Firenze-Lastra a Signa il tram impiegava, nei primi anni di esercizio, un'ora e otto minuti; in seguito si decise di far accelerare i convogli. Va rimarcato come agli inizi del servizio tranviario fosse obbligatorio far precedere i convogli da un cantoniere a piedi che armato di bandiera rossa segnalava l'arrivo del treno. Dopo l'aumento di velocità del treno si percorreva la linea, fino a Porto di Mezzo, in un'ora e cinque minuti e venne consentito di lanciare i convogli, fuori dai centri abitati, fino alla velocità di 18 km/h.

All'inizio i convogli erano composti da un massimo di quattro rimorchiate mentre rarissimi erano i convogli merci dato l'isolamento della linea dalle altre nella zona. Ogni giorno venivano effettuate nove coppie di treni su entrambe le direzioni ma nei giorni di mercato e di eventi speciali erano previsti convogli aggiuntivi. Le corse aggiuntive venivano svolte anche se la festa riguardava una località minore posta lungo il tracciato. Ad esempio il 27 aprile 1882 venne concessa un'autorizzazione con la quale 
Nel 1901 il ministero dei Lavori pubblici autorizzò l'uso di una quinta carrozza per ogni convoglio, fissando in 40 il numero dei passeggeri per ogni carrozza. L'unico servizio merci che veniva effettuato con regolarità riguardava il servizio di trasporto dei rifiuti prodotti dalla Villa di Castelpulci, che era posta a monte della linea, dova aveva sede una casa di cura per malattie mentali; due volte alla settimana un carro aperto trasportava i rifiuti prodotti fino alla fermata di Fornaci dove gli stessi venivano utilizzati per produrre concime.
Durante la prima guerra mondiale a causa della carenza di personale maschile venne autorizzata l'assunzione di quattro donne per esercitare le mansioni di cantoniere agli incroci di via del Cavallaccio, alle Bagnese, a Scandicci basso e a Sollicciano. Ma come era successo anche altrove l'assunzione di donne creava dei problemi in quanto, secondo dei luoghi comuni, esse davano poco affidamento per incarichi di responsabilità. Alla fine della guerra con il ritorno dal fronte degli uomini le quattro impiegate vennero licenziate e le polemiche cessarono.

### Gli incidenti
Su questa linea il numero di incidenti risultò maggiore rispetto alle altre dell'area fiorentina. Il primo incidente serio risale al 6 ottobre 1891 quando alcuni abitanti di Bottini, presso Signa, per protestare contro il passaggio del tram, iniziarono un fitto lancio di pietre che causa il ferimento del macchinista. Il 7 ottobre 1899 il sindaco di Lastra a Signa, avvocato Agostino Calosi, restò ucciso perché accortosi che era in ritardo e avrebbe perso il tram tentò di salirvi al volo ma non ci riuscì e venne travolto dalle carrozze del treno. Il tentare di prendere il treno al volo, nonostante la presenza di cartelli monitori, fu causa di altre sciagure.
Il 6 luglio 1884 a Ponte di Stagno, per imprudenza, un barroccio urtò la locomotiva del tram: il conducente restò gravemente ferito e il suo compagno di viaggio morì sul colpo.

## Caratteristiche
| Unknown route-map component "uexKBHFa" |

| Unknown route-map component "uexHST" |

| Unknown route-map component "uexHST" |

| Unknown route-map component "uexHST" |

| Unknown route-map component "uexHST" |

| Unknown route-map component "uexHST" |

| Unknown route-map component "uexHST" |

| Unknown route-map component "uexHST" |

| Unknown route-map component "uexHST" |

| Unknown route-map component "uexHST" |

| Unknown route-map component "uexHST" |

| Unknown route-map component "uexKBHFe" |

Sul tracciato erano stati poste delle costruzioni per i dipendenti e i viaggiatori. Una sala d'aspetto era posta in piazza Cestello, in via Pisana c'era un grande deposito merci, mentre a Porto di Mezzo era posta una stazione con annesso un deposito per il materiare con capannoni coperti; un altro piazzale per la sosta dei convogli era a Lastra a Signa in via XXIV Maggio.
Secondo i verbali del tempo la linea percorreva 12,106 chilometri su strade provinciali e 3,650 su strade comunali fiorentine.
L'armamento era costituito da rotaie di tipo Vignoles da 24 kg/m per la lunghezza di 11.157 metri e da 16 kg/m per 753 metri. Erano inoltre presenti rotaie di tipo Phoenix da 42 kg/m per un tratto di 3.363 metri, mentre un tratto di 290 metri era armato sempre con rotaie di tipo Phoenix ma da 41 kg/m.
Lo sviluppo totale della linea era di 15,654 chilometri e il tratto a trazione termica era armato solo con rotaie di tipo Vignoles. Le curve avevano un raggio minimo di 25 metri mentre la pendenza raggiungeva in due punti il 69 per mille in corrispondenza dell'attraversamento dell'abitato di Lastra a Signa e della salita del ponte sul fiume Greve alla periferia di Firenze.

### Percorso
La linea partiva da Firenze in Piazza Cestello e da via porta San Frediano imboccava la via Livornese (oggi via Pisana) e toccava i borghi di Monticelli, Legnaia, San Quirico, Ponte a Greve, Casellina, Fornaci, Capannuccia per poi raggiungere l'originario capolinea di Lastra a Signa e quello definitivo a Porto di Mezzo.

## Materiale rotabile
Sulla linea di Signa vennero utilizzate le locomotive costruite dalla ditta Henschel & Sohn di Kassel in Germania, a due assi, abbastanza potenti ma non quanto le Krauss utilizzate sulla linea del Chianti. Avevano una potenza di 60  CV e potevano raggiungere una velocità di soli 15 km/h, solo l'ultima poté raggiungere i 20 km/h grazie a delle modifiche tecniche.
Fra tutte le locomotive a vapore che hanno operato sulle linee fiorentine le Henschel erano le peggiori. Erano soggette a frequenti guasti e quindi a passare molto tempo in manutenzione; inoltre erano prive di sabbiere che le rendevano particolarmente difficili da usare nei tratti sconnessi. Inoltre, a causa dell'infelice posizione del baricentro, erano soggetti a frequenti deragliamenti. Per tutti questi motivi la linea non fu mai in grado di assicurare un servizio efficiente.

### Materiale motore - prospetto di sintesi

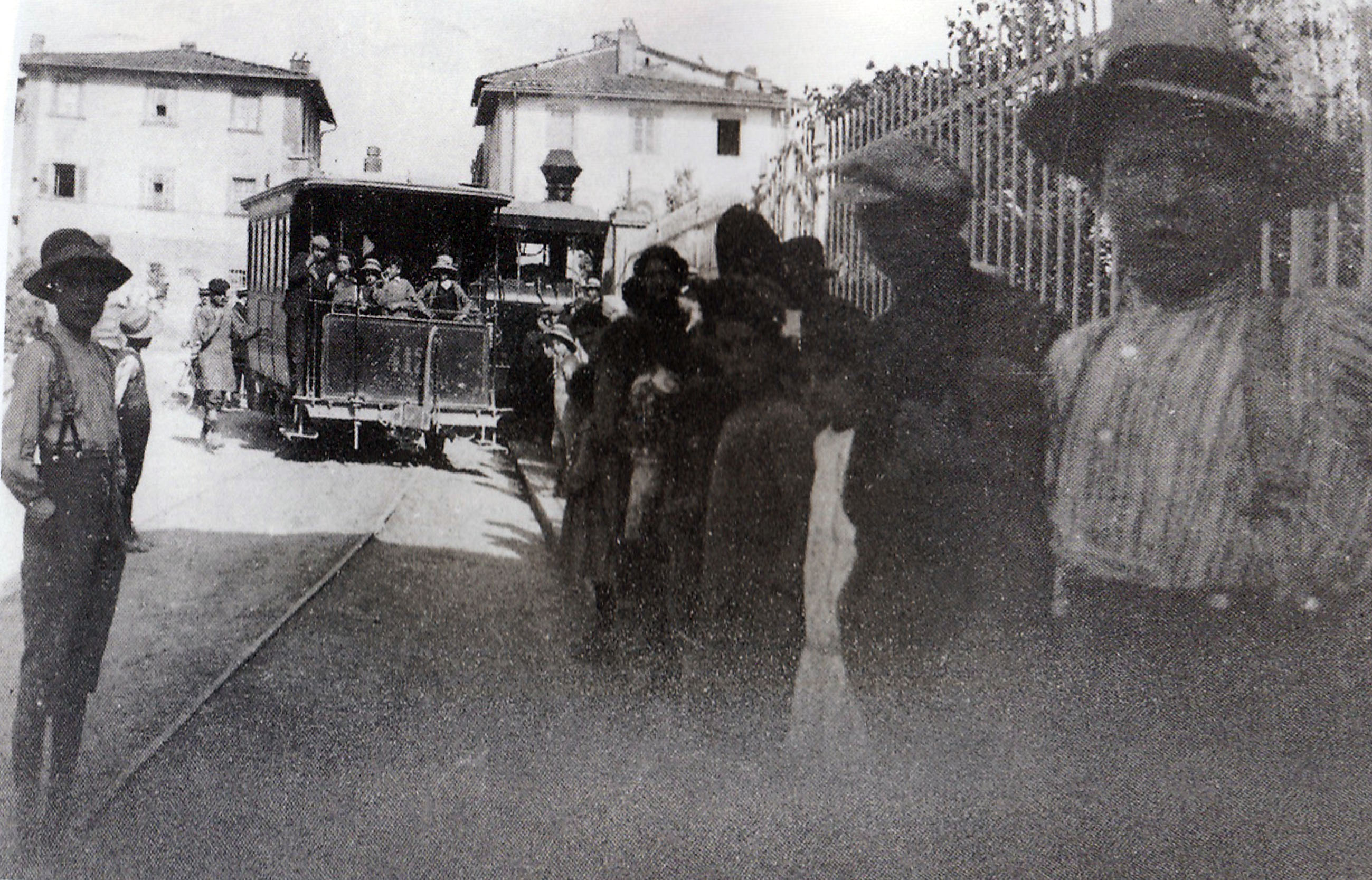
Deragliamento del 20 maggio 1912

| Numero di servizio | Potenza | Assi | Velocità massima | Anno di Costruzione |
| ------------------ | ------- | ---- | ---------------- | ------------------- |
| N.1                | 60 cv   | 2    | 15 km/h          | 1879                |
| N.2                | 60 cv   | 2    | 15 km/h          | 1879                |
| N.3                | 60 cv   | 2    | 15 km/h          | 1880                |
| N.4                | 60 cv   | 2    | 15 km/h          | 1881                |
| N.5                | 60 cv   | 2    | 15 km/h          | 1881                |
| N.6                | 60 cv   | 2    | 15 km/h          | 1881                |
| N.7                | 60 cv   | 2    | 20 km/h          | 1888                |

### Cronologia dei deragliamenti delle locomotive Henschel & Sohn
- 29 gennaio 1886, deragliamento nei pressi di Cipitetolo;
- 4 febbraio 1893, deragliamento in piazza della Federiga del tram delle 15,45;
- 26 novembre 1896, deragliamento in piazza della Federiga;
- 17 agosto 1896, deragliamento a Piscetto;
- 16 agosto 1907, deragliamento a San Frediano del tram delle 17,30;
- 20 maggio 1912, deragliamento presso Ponte a Signa;

I deragliamenti accadevano prevalentemente nella stagione calda perché alla non perfetta manutenzione dell'armamento e al baricentro infelice delle locomotive, si univa l'escursione termica delle rotaie che modificavano la quota di scartamento.